# Nea Filadelfeia
Nea Filadelfeia este un oraș în Grecia.